# Nung Rawang
 (mai 2015).
Si vous disposez d'ouvrages ou d'articles de référence ou si vous connaissez des sites web de qualité traitant du thème abordé ici, merci de compléter l'article en donnant les références utiles à sa vérifiabilité et en les liant à la section « Notes et références ».
Les Rawang sont un groupe ethnique de Birmanie (République de l'Union du Myanmar) qui habite le nord de l'État de Kachin. Ils possèdent leur propre langue, le rawang, et leur propre écriture, basée sur celle du Matwang. Ils sont divisés en plus de 70 sous-groupes dialectaux.
L'État birman les classe officiellement parmi les Kachin et la Chine parmi les Derung (bien que ces derniers parlent une langue différente).
Selon les légendes Kachin, les Nung-Rawang étaient six frères, dont descendent les principales familles Kachin. Les études menées sur leur culture et leurs propres traditions orales semblent prouver qu'ils sont d'origine mongole, ayant migré de la steppe vers la région chinoise de trois fleuves (Yangzi, Mékong et Salouen). Au cours du second millénaire, les Nung-Rawang partirent vers le sud-ouest à la recherche de terres fertiles. Ils s'installèrent dans certaines des vallées les plus reculées de la Birmanie.
C'est un peuple fier, pacifique, industrieux, connu pour son hospitalité et ses traditions. Ils se sont enrichis en exploitant l'or et le jade de leur région. À l'époque coloniale, leur existence même était considérée comme un mythe, avec des récits incohérents sur les « tribus pygmées » des montagnes. Les T'rung (Trung ou Taron), un sous-groupe des Nung Rawang, sont en effet de petite taille et d'excellents chasseurs à l'arc. Depuis 2001, des études anthropologiques à leur sujet ont été lancées par P. Christiaan Klieger, de l'Académie des sciences de Californie.